# Wonder van Empel
Het Wonder van Empel is een gebeurtenis op 8 december 1585 tijdens de Tachtigjarige Oorlog die door Spaanse gelovigen wordt toegeschreven aan de Heilige Maagd Maria en waarbij ongeveer vierduizend Spaanse soldaten ontsnapten aan de Staatse troepen in de omgeving van Oud-Empel. Het 'wonder' vond plaats tijdens de Slag om Empel.

## Voorgeschiedenis

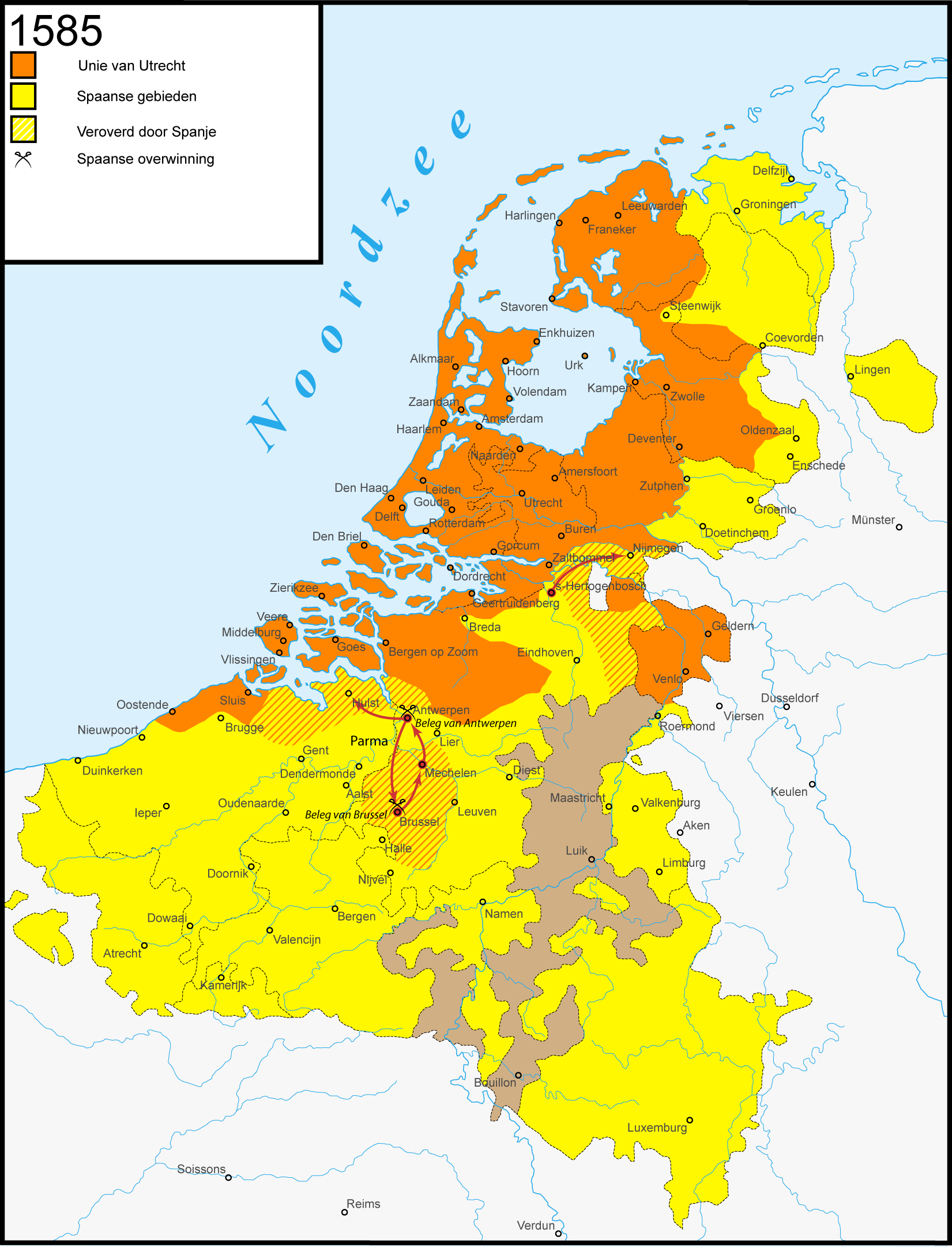
Krijgstoestand in 1585.

's-Hertogenbosch was sinds het Schermersoproer van 1579 een uitgesproken Spaansgezinde stad, terwijl in de omgeving alle steden juist in opstandige handen vielen (Bommel 1572, Geertruidenberg 1573, Breda 1577, Eindhoven 1577, Nijmegen 1578). Eindhoven wisselde vaak van handen, zodat 's-Hertogenbosch grotendeels geïsoleerd bleef, totdat Breda werd heroverd in 1581 en ten slotte in maart 1585 Nijmegen vrijwillig de poorten opende voor de Spanjaarden. Iets verder verwijderd, maar zeker niet minder belangrijk, werden in maart en augustus 1585 respectievelijk Brussel en Antwerpen heroverd door de koninklijke legers. Landvoogd Alexander Farnese, de hertog van Parma, wilde Vlaanderen en (zuidelijk) Brabant de komende winter niet extra belasten en tegelijk zich voorbereiden op Gelderse operaties die gepland waren voor het volgende jaar, en beval daarom zijn troepen om zich in het noorden te legeren. De soldaten onder leiding van Karel van Mansfeld verplaatsten zich daarom richting 's-Hertogenbosch.

## Bobadilla omsingeld door Hohenlohe
Eén groep legerde zich te Ravenstein, een andere versterkte Haultepenne in Gelre en een derde groep onder Don Francisco Arias de Bobadilla besloot zich rond 20 november 1585 te legeren in de Bommelerwaard. Met enkele pontons stak hij de Maas over en liet drie regimenten winterkwartieren opzetten bij Heerewaarden, Driel en Hurwenen, omdat hij inschatte dat daar voldoende voedsel verkregen kon worden van de aldaar wonende boerenbevolking. Die had echter de dorpen verlaten en was met alle levensmiddelen en vee naar Bommel vertrokken, waar een sterk Staats garnizoen lag. Door de winterkou en het voedselgebrek kregen Bobadilla's manschappen het zwaar te verduren. Even later kwam bovendien Filips van Hohenlohe-Neuenstein met een vloot van honderd Staatse schepen met een aanzienlijke krijgsmacht op Bobadilla af en stak de dijken van de Bommelerwaard door. De overstromingen die volgden dwongen de Spanjaarden tot de aftocht, en zij staken weer de Maas over. Echter, ter hoogte van Empel bleek de terugtocht naar 's-Hertogenbosch afgesneden door watervlakten, scherp bewaakt door Hohenlohe en zijn soldaten. De Spanjaarden richtten zich vervolgens ter verdediging in op de enkele hoogten die droog gebleven waren, waarvan er één Empel was. Mansfeld deed vergeefse pogingen om Bobadilla's mannen te ontzetten, en Hohenlohe trof reeds voorbereidingen om duizenden krijgsgevangenen te maken en probleemloos af te voeren.

## "Wonder van Empel"

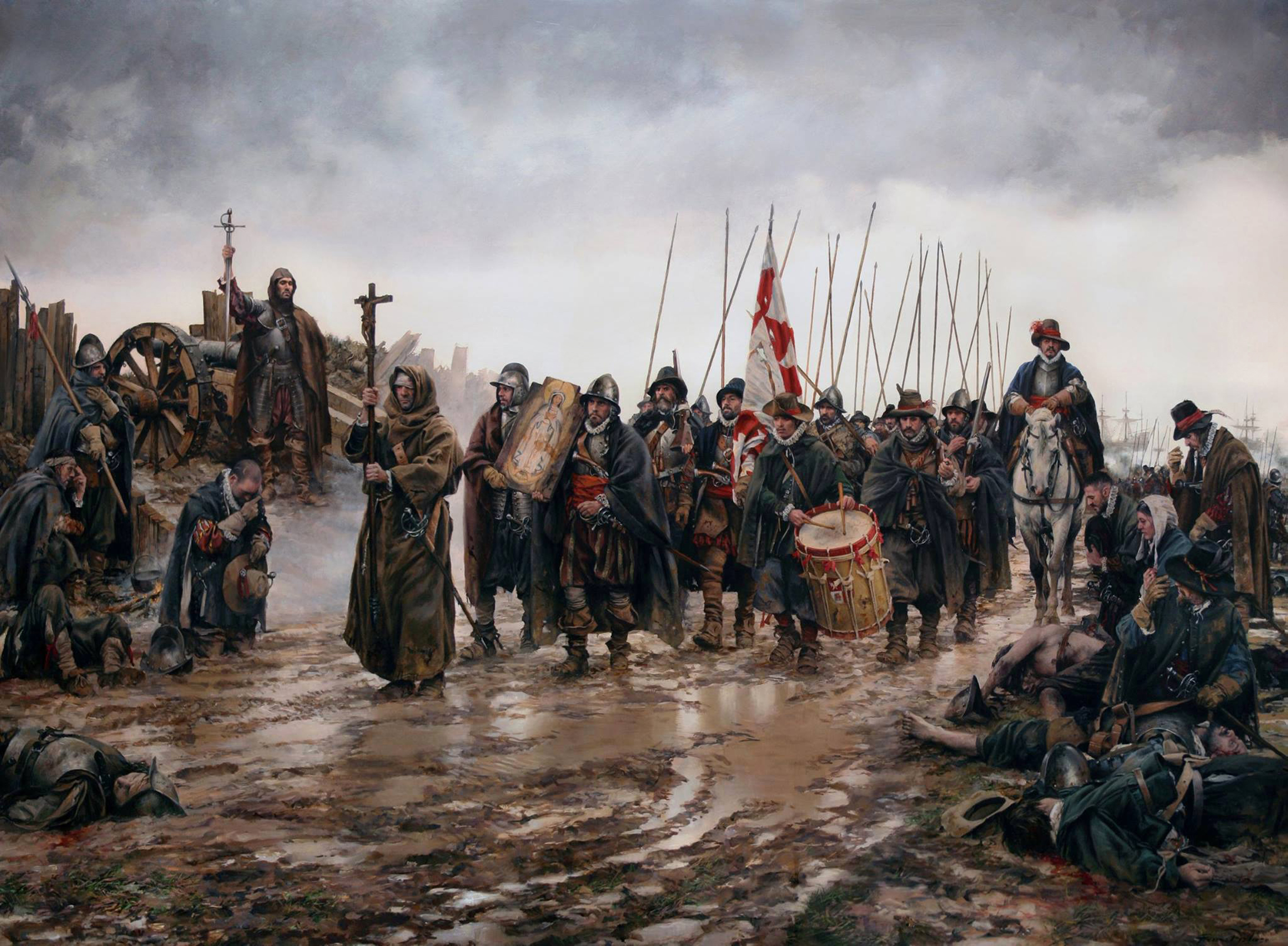
"Wonder van Empel", Augusto Ferrer-Dalmau (2015)

De Spaanse troepen zaten vijf dagen vast in de kou en regen, ingesloten tussen de Staatse troepen met hun schepen op het water. De schutters op de schepen vuurden van 4 tot 7 december voortdurend op de Spaanse stellingen. Om zich tegen de dreigende landing van de Staatsen te beschermen, groeven de tercios zich in rond de kerk van Empel. Een Spaanse soldaat vond daarbij een onbeschadigd schilderij dat de Onbevlekte Ontvangenis van Maria voorstelde. Bobadilla liet de afbeelding in de kerk plaatsen, waarna een gebed plaatsvond. De volgende dag, 8 december, was de dag waarop de Onbevlekte Ontvangenis traditioneel al enige eeuwen werd gevierd, en de Bossche Lieve-Vrouwe-broederschap hield een plechtige processie om Gods hulp af te smeken over de ingesloten Spaanse soldaten, die hun rooms-katholieke geloofsgenoten waren.
Later die dag begon het hard te vriezen. De schepen, die dreigden in te vriezen, moesten zich terugtrekken naar het open water van de Maas. Twee dagen later begon het te dooien en zo konden de Spaanse troepen weer terug worden gebracht in 's-Hertogenbosch. Dat verhinderde evenwel niet dat er nog vele stierven ten gevolge van de doorstane ontberingen.
Volgens een Spaanse bron bliezen de Staatsen echter de aftocht omdat Mansfeld zware artillerie uit 's-Hertogenbosch had aangevoerd waarmee hij de schepen beschoot, die daarom moesten terugtrekken; toen liepen de schepen vast in het ijs, en werden enkele door Mansfelds troepen in brand geschoten of veroverd. Volgens deze versie was het ijs dus geen motief voor, maar een obstakel tijdens de Staatse terugtocht. Ook de Staatsgezinde cartograaf Frans Hogenberg stelde dat het eigenlijk Mansfeld was die de manschappen van Bobadilla heeft gered.
Niettemin werd in het Spaanse leger het geschiedde in Empel beschouwd als een wonder. De verering van Maria nam in militaire kringen een hoge vlucht. Er werd een broederschap opgericht die de naam droeg "Soldaten der Onbevlekt Ontvangen Maagd". In 1892 werd Maria de patrones van de Spaanse infanterie bij koninklijk decreet.
Sinds 2007 komen Spanjaarden, waaronder militairen, op 1 december naar Empel om het Wonder van Empel te herdenken. Dat is een volle week eerder dan de dag dat het in 1585 zou hebben plaatsgevonden, maar de herdenking werd een volle week vervroegd omdat 8 december al de nationale feestdag van Spanje is. Het hele jaar door bezoeken Spaanse toeristen de plaats.